# 劉义欣
长沙成王劉义欣（404年—439年10月27日），南朝宋长沙景王刘道鄰长子。

## 生平
劉义欣在東晉末年擔任中領軍。南朝宋永初元年（420年）六月，宋武帝代晉，劉义欣轉任征虜將軍、青州刺史。同年八月，青州併入兗州，劉义欣轉任魏郡太守，將軍如故，戍守石頭城。
永初三年（422年）六月，長沙王刘道鄰去世。宋文帝元嘉元年（424年），劉义欣服闋，袭封长沙王，进号后将军，加散骑常侍。元嘉三年五月戊戌（426年7月10日），遷任南兗州刺史，將軍如故。元嘉七年十二月辛酉（431年1月8日），改任使持节、监豫、雍、司、并四州诸军事、豫州刺史，將軍如故，出镇寿阳（今安徽省壽縣），以庾炳之為府長史。劉义欣在任期间，缉捕盗匪，使得路不拾遗，府库充实；又兴修水利，解决了当地的水患问题。元嘉十年正月己未（433年2月24日），进号镇军将军，进监为都督。元嘉十一年（434年），劉义欣入朝覲見，受到文帝的厚加恩礼。
元嘉十六年闰九月乙未（439年10月27日），劉义欣在任內去世，时年三十六岁，追赠散骑常侍、征西将军、开府仪同三司，持節、都督、刺史、王如故，谥曰成王。

## 家庭

### 子
- 长沙悼王劉瑾
- 劉祗
- 劉楷
- 劉瞻
- 劉韫
- 劉弼
- 劉鑒
- 劉勰
- 劉颢
- 劉述